# Mossasholmen
Mossasholmen är en halvö i Finland. Den ligger i Vörå i landskapet Österbotten, i den västra delen av landet, 400 km norr om huvudstaden Helsingfors. Mossasholmen ligger på ön Västerö.